# Zygia garcia-barrigae
Zygia garcia-barrigae là một loài thực vật có hoa trong họ Đậu. Loài này được (Barbosa) Barneby & J.W.Grimes miêu tả khoa học đầu tiên.